# 絶叫クイーン

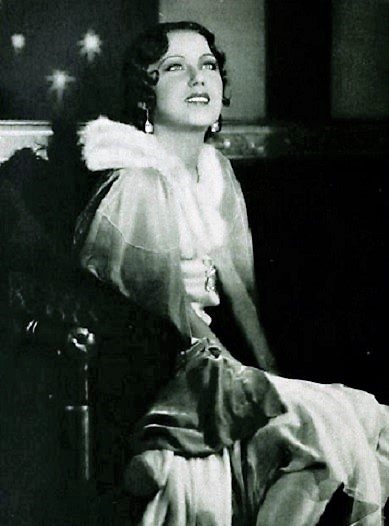
絶叫クイーンの一人であるフェイ・レイ

絶叫クイーン（ぜっきょうクイーン）は、ホラー映画やスリラー映画などにおいて、悲鳴や叫び声といった恐怖演出（演技）を得意とする女優。または、そのような恐怖演出によって作品に貢献した女優。絶叫のクイーン（女王）という意味である。結果的に、該当シーンによって作品そのものの評価が上がることが多い。絶叫クイーンの他にも、「スクリーム・クイーン」「スクリーミング・クイーン」「悲鳴の女王」などと呼ばれる。

## 概要
現在、元祖絶叫クイーンと称されるのは1933年に公開された『キング・コング』でヒロインのアンを演じたフェイ・レイといわれる。
ホラー映画やスリラー映画における元祖は1960年に公開されたアルフレッド・ヒッチコック監督の代表作『サイコ』に出演したジャネット・リーであり、今日でも有名なシャワーシーンでの演技が高く評価された。
1970年代以降、いわゆる殺人鬼もののスプラッター映画が多く製作されるようになった。その中でも1978年公開の『ハロウィン』でローリーを演じたジェイミー・リー・カーティスは、絶叫クイーンとして名前を挙げられることが多い。カーティスは『ハロウィン』で高評価を得て以降、『ザ・フォッグ』や『プロムナイト』などホラー映画の人気作品へ立て続けて出演した。なお、カーティスはジャネット・リーの実の娘である。
1980年代はスプラッター映画が数多く製作されたが、絶叫シーンが1つの恐怖演出方法として確立された時期だとも考えられる。

## 代表的な女優
- フェイ・レイ 『キング・コング』（1933年）
- ジャネット・リー 『サイコ』（1960年）
- ジェイミー・リー・カーティス 『ハロウィン』（1978年）
- エイドリアン・バーボー 『ザ・フォッグ』（1979年）
- ネーヴ・キャンベル『スクリーム』（1996年）
- ジェニファー・ラブ・ヒューイット 『ラストサマー』（1997年）
- サラ・ミシェル・ゲラー 『THE JUON/呪怨』（2004年）
- メルセデス・マクナブ 『HATCHET/ハチェット』（2007年）